# Emerson Marçal
Emerson Marçal ou simplesmente Marçal (Lucélia, 11 de outubro de 1944) é um ex-futebolista brasileiro, que atuava como zagueiro.

## Carreira

### Futebol
É filho de Manoel Antonio Marçal, um santista que se mudou para Lucélia e foi um dos fundadores do Lucélia Futebol Clube. Viveu em Lucélia por apenas dois anos, quando se mudou com a família para a cidade de Santos. Ainda menino, nas ruas do bairro do Marapé deu os primeiros chutes em uma bola de futebol jogando no Tricolor Santista, equipe amadora da sua nova cidade.
Revelado pela Portuguesa Santista ainda nas equipes infantis, com 15 anos, impressionou pelo talento, pois ainda juvenil fez parte do elenco campeão da divisão de acesso em 1964. Em 1967, titular absoluto do time, foi considerado o melhor zagueiro do Campeonato Paulista e despertou o interesse do Santos FC.
Contratado pelo Peixe por 200 mil cruzeiros novos em 1968, tornou-se o primeiro reserva dos zagueiros Ramos Delgado e Joel Camargo. Estreou em 8 de setembro, contra o Atlético-PR no Estádio Durival de Britto e Silva. Após a saída de Joel, foi titular em diversas partidas ao lado de Ramos, disputando a posição com Djalma Dias.
Ainda em 1968, defendeu as cores da Seleção Paulista de Futebol e foi convocado por Aymoré Moreira para disputar um amistoso do Brasil contra a Seleção da FIFA, no Maracanã, em homenagem aos 10 anos da conquista do primeiro mundial do Selecionado Nacional.
Em 1971, sofreu uma grave lesão, rompendo o ligamento cruzamento do joelho e levou dois anos para se recuperar. Atuou nas duas primeiras partidas da conquista do Título Paulista de 1973 e foi emprestado para o Coritiba, ainda em 1973, retornando em 1975.
Sua ultima temporada pelo time da Vila Belmiro, foi em 1977, quando atuou em 29 partidas. Se despediu em 27 de novembro, contra o Uberaba, no Estádio João Guido. Atuou por 210 partidas com a camisa do Peixe, sem nunca ter sido expulso e recebeu apenas um cartão amarelo. Marcou 1 gol.

### Fora dos campos
Graduado em duas formações, Educação Física e Administração, trabalhou na Cosipa (Companhia Siderurgica Paulista) por 15 anos.
Foi vereador e também trabalhou como Secretário Municipal do ex-prefeito Beto Mansur (1997-2000) e João Paulo Papa (2001-2009) em Santos.

### Títulos
Portuguesa Santista
- Campeonato Paulista - A2: 1964[6]

Santos
- Torneio Roberto Gomes Pedrosa (Campeonato Brasileiro): 1968

- Campeonato Paulista: 1969 e 1973